# سرزمین بختیاری

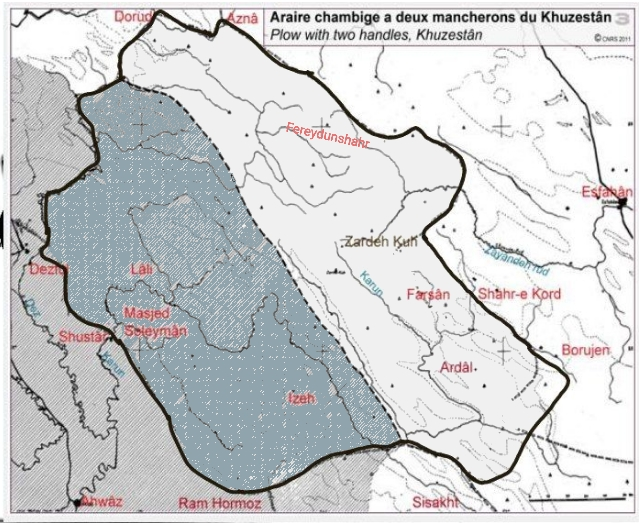
سرزمین بختیاری بر اساس دانشنامه ایرانیکا

سرزمین بختیاری که به عنوان کوهای بختیاری هم شناخته می شد نام ولایتی تاریخی بود که از شرق به کهگیلویه و بویراحمد، از غرب به لرستان، از شمال به اصفهان و از جنوب به خوزستان امتداد داشت. که پس از نابودی لربزرگ به وجود آمد این ولایت پس از به قدرت رسیدن رضاشاه پهلوی منحل شده و میان چندین استان تقسیم شد. ایذه شهر بزرگ و پرجمعیتی است که میان ییلاق و قشلاق بختیاری قرار دارد. در گذشته مرکز اتابکان لر بزرگ بوده است به همین دلیل به ایذه پایتخت سرزمین بختیاری می‌گویند.

## جمعیت
جمعیت کلی سرزمین بختیاری  بنا بر سرشماری سال ۱۳۹۵ ۲،۷۷۵،۵۷۶ تن می باشد.

## محدوده
سرزمین بختیاری در دوره‌های گوناگون، دارای وسعتی یکسان نبوده و در دوره ایلخان‌های مختلف، کوچک و بزرگ می‌شده ولی عمدتاً به وسعت آن افزوده می‌شد.
چارمحال را حسینقلی خان از ظلسلطان، حاکم اصفهان خرید و به سرزمین بختیاری افزود.
منطقه فریدن از گذشته‌های دور، سرزمین ایلاقیِ بختیاری بوده و هم‌اکنون بختیاری‌ها بزرگ‌ترین گروه قومی آن را تشکیل می‌دهند. انتساب خوانین شهرها روستاها و ایلات آن اکثراً توسط ایلخان بختیاری انجام می‌گرفت و در ذکر سفرنامه‌نویسان عمدتاً جزوِ سرزمین بختیاری بوده.
دانشنامهٔ ایرانیاکا، وسعت این سرزمین را از شرق شامل رامهرمز از جنوب غرب شامل دزفول از شمال شرق تا حوالی شهرکرد و از شمال شرق غرب ناحیه فریدن ذکر می‌کند و وسعت آن را ۷۵۰۰۰ کیلومتر مربع تخمین می‌زند.
علیقلی خان سردار اسعد فاتح تهران و دولت مشروطه خواهان از خوانین بزرگ بختیاری که خود زمانی ایلخان هم بوده در این باره بیان داشته: حدود بختیاری از طرف شمال اصفهان و لرستان، از طرف مشرق به جبال کوه‌کیلویه (کهگیلویه)، از طرف مغرب به خوزستان و از طرف جنوب به بهبهان و ممسنی منتهی می‌شود.

## پیشینه
بختیاری‌های ساکن این منطقه، تا پیش از قدرت گرفت ایلخانان بختیاری، بخشی از لر بزرگ بودند و سپس از آن متمایز شدند.
هوسه باور دارد بختیاری‌ها بازماندگانِ همان اوکسین‌هایی هستند که اسکندر مقدونی با آنها مبارزه کرد. در این باره، سردار اسعد بختیاری می‌نویسد که اوجیاها (اوکسین‌ها) که در کوهستان‌های بین شوش و فارس می‌زیستند امروزه به بختیاری معروفند.

## آب هوا

### آب و هوایِ بخش ییلاقی
این منطقه به علت داشتن کوه‌های بلندِ بسیار، دارای زمستان‌های سرد و تابستان‌های کوتاه و معتدل است که بدین ترتیب از آب و هوای معتدل کوهستانی برخوردار است. در اکثر نقاطی که ارتفاعشان از دو هزار متر بیشتر است دوره سرما در حدود چهار تا پنج ماه ادامه می‌یابد. هوای این منطقه از اوایل پاییز تغییر می‌کند و از اواسط آبان یخبندان آغاز می‌شود. پیش از شروع سرما باران‌های متغیر و پراکنده می‌بارد و در نقاط مختلف، از اوایل مهر تا آبان، این باران‌ها شروع می‌شوند و از این هنگام به بعد، برفهای سنگین و پیاپی می‌بارد. در پایان دوره یخبندان، دوباره زمان بارانهای متغیر فرامی‌رسد. اعتدال هوا معمولاً از اوایل اردیبهشت آغاز می‌شود و تا اواخر خرداد ادامه می‌یابد. در چهارمحال و بختیاری گرمترین روزهای سال از تیر شروع شده، تا اوایل مرداد ادامه دارد.

### آب و هوایِ بخش قشلاقی
تابستانِ این جلگه، به ویژه در بخش‌های جنوبی، افزون بر گرمای شدید، دارای رطوبت نسبی بسیار است که امکان زیستن را دشوار می‌کند و در نتیجه آب و هوای آن نسبت به آب و هوای بخش‌های کوهستانی ییلاق تفاوت بسیاری دارد. زمستانهای آن ملایم و اغلب مرطوب و دارای بارش‌های نامنظم است که در رشد و نمو پوشش گیاهی نقش مهمی دارد؛ مثلاً در ایستگاه شوشتر که یکی از مهم‌ترین مناطق قشلاقی به‌شمار می‌رود و ارتفاع متوسط آن ۱۵۰ متر است درجه حرارت متوسط است.

## معادن و منابع
سرزمین بختیاری دارای منابع بزرگ نفتی است میدان های نفتی واقع در این سرزمین شامل،
میدان نفتی مسجدسلیمان(مسجدسلیمان)
میدان نفتی پرسیاه(ایذه)
میدان نفتی اندیکا(اندیکا)
میدان نفتی لالی(لالی)
میدان نفتی کارون(مسجدسلیمان)
میدان نفتی زیلایی(مسجدسلیمان)
میدان نفتی پاپیله(مسجدسلیمان)
میدان نفتی پلنگان(مسجدسلیمان)
میدان نفتی پاگان(دزفول)
میدان نفتی لب سفید(دزفول)
میدان نفتی نفت سفید(هفتکل)
میدان نفتی هفتکل(هفتکل)
میدان نفتی پارسی(رامهرمز)
میدان نفتی کرنج(رامهرمز)
میدان نفتی ماماتین(رامهرمز)

## مردم‌شناسی
جمعیت و زبان بیشینهٔ ساکنان، لُری بختیاری است.
| \| برآورد ترکیب زبانی در سرزمین بختیاری \| برآورد ترکیب زبانی در سرزمین بختیاری \| برآورد ترکیب زبانی در سرزمین بختیاری \| برآورد ترکیب زبانی در سرزمین بختیاری \| برآورد ترکیب زبانی در سرزمین بختیاری \| \| ------------------------------------ \| ------------------------------------ \| ------------------------------------ \| ------------------------------------ \| ------------------------------------ \| \| زبان \| زبان \| \| درصد \| درصد \| \| گویش بختیاری \| گویش بختیاری \| \| ۸۹٪ \| ۸۹٪ \| \| ترکی \| ترکی \| \| ۷٪ \| ۷٪ \| \| فارسی \| فارسی \| \| ۴٪ \| ۴٪ \| |              |  |      |      |
| برآورد ترکیب زبانی در سرزمین بختیاری |              |  |      |      |
| زبان | زبان         |  | درصد | درصد |
| گویش بختیاری | گویش بختیاری |  | ۸۹٪  | ۸۹٪  |
| ترکی | ترکی         |  | ۷٪   | ۷٪   |
| فارسی | فارسی        |  | ۴٪   | ۴٪   |

لرهای بختیاری در شهرستان‌های دزفول، هفتکل، رامهرمز گتوند، لالی، اندیکا، مسجدسلیمان، ایذه، باغملک، دژپارت، کوهرنگ، اردل، فارسان، گهرو ،شلمزار، کیار،ونک، لردگان، فلارد، خانمیرزا، بروجن، فریدون‌شهر، فریدن، الیگودرز و دورود دارای جمعیت قابل توجهی می‌باشند.
در چهارمحال که شامل شهرستان‌های بروجن، سامان، بن و شهرکرد است، مردم به سه زبانِ لری بختیاری غالباً و اندک شمار به قشقایی و فارسی تکلم می‌کنند.
هرچند بختیاری‌ها بزرگ‌ترین گروه قومی و جمعیتِ فریدن (چادگان، بوئین، میاندشت، فریدون‌شهر، فریدن) هستند، منتها گویشورانِ تُرکی و گُرجی و ارمنی نیز در آن می‌زییَند.

## نگارخانه

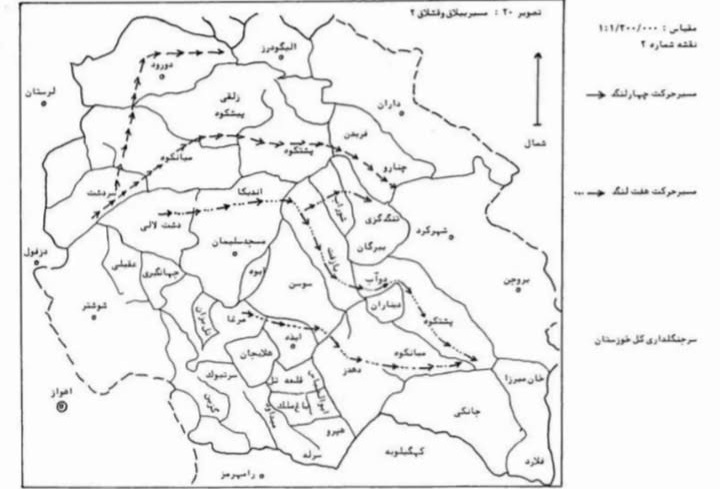
نقشه سرزمین بختیاری توسط عبدالعلی خسروی

## حکمرانان
دودمان آسترکی:
- میربهرام
- میربختیار
- میرعزیز
- میر بابک شاه
- میرتاجمیرخان (اولین ایلخان رسمی)[۲۴]

دودمان کیانرسی:
محمد تقی خان کیانرسی
دودمان زراسوند:
حسینقلی خان بختیاری